# ارسلان قهرمانی
ارسلان قهرمانی استاد دانشگاه شیراز و از برگزیدگان همایش چهره‌های ماندگار است.

## زندگی
متولد ۱۳۱۸ است که در هفتمین همایش چهره‌های ماندگار، روز ۱۹ آبان ماه ۱۳۸۷ در رشته مهندسی عمران گرایش ژئوتکنیک به عنوان چهره‌ی ماندگار علمی کشور برگزیده شد.
وی استاد دانشگاه شیراز است.

## فعالیت‌ها
پروفسور ارسلان قهرمانی یکی از نخستین چهره‌های مهندسی ژئوتکنیک و ژئومکانیک ایران است که به عنوان پدر مکانیک خاک و ژئومکانیک ایران شناخته می‌شود. او مدرک لیسانس خود را از دانشگاه امریکایی بیروت و مدارک فوق‌لیسانس و دکترای خود را از دانشگاه پرینستون آمریکا دریافت نموده است. دکتر قهرمانی خدمات ارزنده‌ای را به کشور ایران مبذول داشته‌است که از جمله آن می‌توان به مشارکت در طراحی بسیاری از سدها و سازه‌های آبی کشور و طراحی فونداسیون برج میلاد تهران اشاره نمود. پروفسور ارسلان قهرمانی بنیانگذار نخستین آزمایشگاه مکانیک خاک کشور است  ایشان برای نخستین بار مقاطع تحصیلات تکمیلی در گرایش مهندسی ژئوتکنیک را در دهه‌ی ۱۳۵۰ شمسی در دانشگاه شیراز راه‌اندازی نمودند و اولین دانش‌آموخته‌ی دکترای این رشته را تقدیم جامعه‌ی علمی جهانی کردند. همچنین دانشجویان سابق او که موفق به گذراندن دوره دکترای خود به راهنمایی پروفسور ارسلان قهرمانی بوده‌ اند، در بسیاری دانشگاه‌های ایران و جهان مشغول به امور آموزش و پژوهش هستند.
زمینه‌های تخصصی اصلی پروفسور ارسلان قهرمانی مکانیک خاک، مکانیک سنگ، آنالیز حدی و ژئوتکنیک لرزه‌ای است. مقالات متعدد دکتر قهرمانی در زمینهٔ خطوط تغییرطول صفر یا Zero Extension Line در سال‌های ۱۹۷۰ تا ۲۰۱۰ روش ZEL را به عنوان یک روش مستقل در تحلیل بسیاری مسایل پایداری در مکانیک خاک شناسانده است.
شایان ذکر است که پروفسور ارسلان قهرمانی به عنوان یک چهره شاخص علمی، دارای محبوبیت بسیاری در بین همکاران و دانشجویان خود در دانشگاه شیراز است و همیشه به عنوان یک مرجع علمی و اخلاقی از او یاد می‌شود.